# Fairey Fulmar

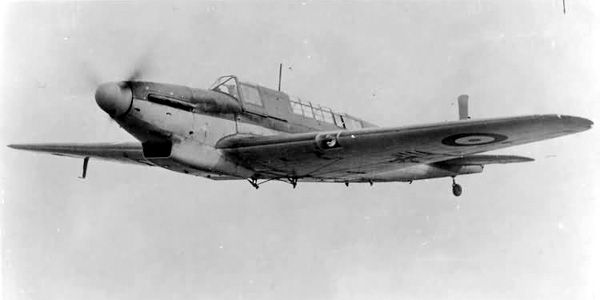
Fulmar Mk I w locie

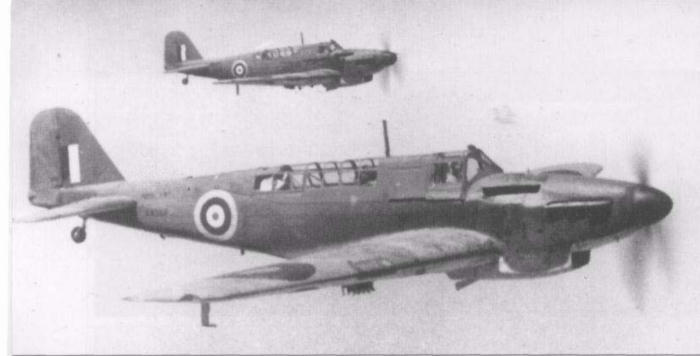
Formacja Fulmarów Mk I

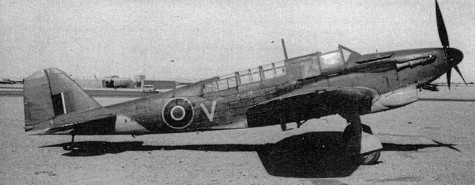
Fulmar Mk II z profilu

Fairey Fulmar – brytyjski pokładowy dwumiejscowy samolot myśliwski z okresu II wojny światowej, skonstruowany w wytwórni Fairey Aviation Company. Jednosilnikowy dolnopłat z zakrytą kabiną i wciąganym podwoziem, konstrukcji całkowicie metalowej, napędzany silnikiem widlastym rodziny Rolls-Royce Merlin. Mimo słabszych osiągów od myśliwców jednomiejscowych, stanowił podstawowy myśliwiec pokładowy brytyjskiego lotnictwa marynarki Fleet Air Arm od połowy 1940 do 1941 roku; wykorzystywany również do celów rozpoznawczych. Walczył przede wszystkim w basenie Morza Śródziemnego, a w mniejszym zakresie na Atlantyku, Oceanie Indyjskim i Morzu Barentsa. Używany bojowo do 1942 roku, a do zadań drugorzędnych i w ograniczonym zakresie jako nocny myśliwiec – do końca wojny. Wyprodukowany w liczbie 600 sztuk.

## Historia rozwoju

### Powstanie konstrukcji
Myśliwiec Fulmar wywodził się z projektu opracowanego w drugiej połowie lat trzydziestych przez angielską firmę Fairey Aviation Co. Ltd. w odpowiedzi na wymagania Ministerstwa Lotniczego (Air Ministry) numer P.4/34 z 1934 roku na szybki lekki bombowiec nurkujący. Powstały samolot o oznaczeniu Fairey P.4/34 wzorowany był na konstrukcji najnowszego lekkiego bombowca tej firmy Fairey Battle, zbudowanego w układzie całkowicie metalowego dolnopłata, lecz był pomniejszony, wzmocniony do bombardowania w locie nurkowym i bardziej dopracowany aerodynamicznie. Głównym projektantem obu był Marcel Lobelle. Napęd samolotu stanowił silnik widlasty Rolls-Royce Merlin I (początkowo oznaczony Merlin F) o mocy 1030 KM, taki jak w Battle. Pierwszy z dwóch zamówionych przez lotnictwo prototypów P.4/34 (numer K5099) oblatano 13 stycznia 1937 roku, drugi – 19 kwietnia 1937 roku (K7555). Jego konkurentem był samolot Hawker Henley, lecz jeszcze przed oblotem prototypów obu samolotów brytyjskie lotnictwo RAF zrezygnowało z produkcji i rozwijania lekkiego bombowca nurkującego.
Projekt samolotu uratowało zapotrzebowanie na nowy dwumiejscowy myśliwiec pokładowy ze strony lotnictwa marynarki (Fleet Air Arm), którego nowo zamówiony samolot myśliwsko-bombowy Blackburn Skua i jego myśliwska odmiana Blackburn Roc miały zbyt słabe osiągi. Okazało się, że konstrukcja Fairey, dysponując dość dobrymi osiągami i dużym zasięgiem lotu, świetnie spełniała ówczesne wymagania na myśliwiec morski. Zaletami były też szeroki rozstaw podwozia i wytrzymała konstrukcja (z uwagi na dostosowanie do bombardowania w locie nurkowym), ułatwiające operacje na lotniskowcu, w tym lądowania z użyciem lin hamujących i ewentualny start z katapulty. W tym czasie Admiralicja skłoniła się ku myśliwcom dwumiejscowym, z drugim członkiem załogi mającym odciążyć pilota w prowadzeniu nawigacji nad morzem i obserwacji w lotach rozpoznawczych. Głównym jego zadaniem miała być przy tym obsługa radiostacji, umożliwiającej łączność z okrętem macierzystym i grupami bombowców kodem Morse’a na większym dystansie, niż radiotelefon pilota. Drugi członek załogi nie dysponował uzbrojeniem w tylnej kabinie, w odróżnieniu od bombowców i wcześniejszych myśliwców dwumiejscowych. Załoga dwuosobowa zwiększała masę i tym samym pogarszała osiągi samolotu, lecz miało to mniejsze znaczenie, gdyż myśliwiec morski miał według założeń głównie służyć do osłony zespołów floty i konwojów przed wolniejszymi bombowcami i samolotami patrolowymi oraz do eskorty własnych samolotów torpedowych, a nie walczyć z myśliwcami przeciwnika. Nie spodziewano się przy tym, że flota może operować w zasięgu nowoczesnych szybkich bombowców. Dopiero w toku wojny okazało się, że założenia te nie sprawdziły się i Fulmary musiały walczyć także z jednomiejscowymi myśliwcami, o lepszych osiągach. Wśród wymagań marynarki była prędkość maksymalna 426 km/h (265 mph) i czas patrolowania 6 godzin lub lotu eskortowego 3 godziny.
Pierwsza konferencja w sprawie wyboru nowego myśliwca morskiego miała miejsce w listopadzie 1937 roku. Oprócz konstrukcji Fairey i Hawkera, swój projekt lekkiego myśliwca M.9 Kestrel przedstawiła firma Miles (później przerodził się w myśliwiec treningowy Miles Master). W styczniu 1938 roku wybrano projekt Fairey, gdyż wymagał mniej przeróbek, niż Hawker Henley, a ponadto wytwórnia Hawker była zajęta produkcją i rozwojem myśliwców Hurricane i Tornado. Główne modyfikacje konstrukcji Fairey do roli myśliwca pokładowego obejmowały zainstalowanie uzbrojenia strzeleckiego, zmniejszenie rozpiętości z 14,44 m do 14 m, zastosowanie składanych skrzydeł do hangarowania, wyposażenie w nadmuchiwaną tratwę ratunkową (dinghy), hak do lin hamujących i zaczepy do katapulty pod centropłatem. Uzbrojenie w postaci ośmiu karabinów maszynowych kal. 7,69 mm (0.303 in) Browning umieszczono po cztery obok siebie w każdym skrzydle na wzór instalacji w myśliwcu Hawker Hurricane, lecz zapas amunicji był dwukrotnie większy (wymagano 400, ostatecznie zmieszczono po 750 nabojów). Zmieniono osłony kabin, które były teraz osobne, a kabinę pilota podwyższono i podniesiono jego siedzenie o 127 mm (5 cali) dla lepszej widoczności przy starcie i lądowaniu. Ze zmian aerodynamicznych jedynie zwiększono kąt natarcia skrzydeł o 4°, natomiast już wcześniej przeniesiono o 20 cm niżej usterzenie poziome. Do napędu samolotów seryjnych przewidziano silnik widlasty Rolls-Royce Merlin VIII o mocy 1275 KM, lepiej przystosowany do operacji morskich i lotów na małej wysokości. Część zmian wprowadzono na drugim prototypie bombowca K7555, który stał się „latającą makietą” wersji myśliwskiej. Oba prototypy były później używane do różnych testów. Początkowo zakładano przystosowanie myśliwca do łatwej konwersji na wodnosamolot operujący z katapulty i dwa egzemplarze z pierwszej partii miały być ukończone jako wodnosamoloty, lecz na początku 1940 roku zrezygnowano z tego wymagania i ukończono je w zwykłym wariancie.
W marcu 1938 roku Ministerstwo Lotnicze wydało specyfikację na myśliwiec numer O.8/38, odpowiadającą konstrukcji Fairey. Po zapewnieniu przez firmę, że wymagania zostaną spełnione, Admiralicja złożyła 5 maja 1938 pierwsze zamówienie na 127 sztuk, nie czekając na wyniki prób. Samolot otrzymał nazwę Fulmar od ptaka morskiego. Dostawy miały następować od września 1939 roku po 8 do 25 sztuk miesięcznie. Na skutek kryzysu monachijskiego we wrześniu 1938 zwiększono zamówienie do 250 samolotów. Adaptacja projektu P.4/34 i przygotowania do produkcji jednak rozkręcały się powoli, gdyż nowe zakłady w Heaton Chapel (w północnej części Stockport) były nieukończone, a wytwórnia była też zajęta innymi projektami (Fairey Albacore i Barracuda), stąd termin dostaw uległ przesunięciu na marzec 1940 roku. Z tego powodu marynarka jako rozwiązanie tymczasowe zamówiła dwupłatowe myśliwce Gloster Sea Gladiator.

### Produkcja i rozwój
Dwa samoloty z pierwszej partii produkcyjnej posłużyły jako egzemplarze przedseryjne. Pierwszy z nich (nr N1854) oblatał pilot wytwórni Duncan Menzies 4 stycznia 1940 roku na lotnisku Ringway w Manchesterze. Podczas prób w locie samolot okazał się łatwy i poprawny w pilotażu i osiągał założone w projekcie parametry. Drugi samolot (N1855), już w wersji produkcyjnej z docelowym silnikiem Merlin VIII oblatano 6 kwietnia 1940 roku. Pierwszy model otrzymał oznaczenie Fulmar Mk I (Fulmar Mark I, Fulmar I). W maju wyprodukowano dalsze 6 samolotów, w czerwcu 12, po czym od lipca produkowano 20–29 samolotów miesięcznie i do końca roku dostarczono ich 159.
Na początku 1941 roku powstał drugi model produkcyjny Mk II, wyposażony w nieco mocniejszy silnik Rolls-Royce Merlin XXX o mocy 1300 KM (957 kW) z nowym śmigłem, co polepszyło przede wszystkim prędkość wznoszenia. Zmodyfikowano chłodnice silnika i oleju i ulepszono inne elementy. Słabo widoczny wyróżnik zewnętrzny tej wersji stanowiła nieco powiększona osłona chłodnicy pod silnikiem, z szerszym wlotem, a na samolotach późnej produkcji także z dwoma dodatkowymi chwytami powietrza po bokach z filtrami piaskowymi. Zmniejszono także o 160 kg (350 funtów) ciężar konstrukcji, aczkolwiek ciężar dodatkowego wyposażenia skompensował część oszczędności. Po przebudowie w ten sposób samolotu przedseryjnego N1854, pierwszy samolot seryjny wersji Mk II oblatano 20 stycznia 1941 roku (155. egzemplarz produkcyjny, nr N4021). Latem 1941 roku przetestowano skuteczniejszy wariant uzbrojenia w postaci 4 wkm 12,7 mm Browning, lecz z powodu ich ograniczonej dostępności, tylko niewielka część późnych samolotów Mk II – do 100, została tak uzbrojona. Od drugiej połowy 1941 roku samoloty przystosowywano do  przenoszenia dodatkowego odrzucanego zbiornika paliwa. Ostatniego Fulmara wyprodukowano w lutym 1943 (numer DR749).
Następcą Fulmara, o takiej samej konfiguracji, był Fairey Firefly, który miał być wykonany także w wersji myśliwca nocnego, wyposażonego w radar. Ponieważ jego rozwój się przeciągał, Marynarka zdecydowała dostosować tymczasowo do zadań przechwytywania samolotów w nocy i w chmurach część Fulmarów, jako najbardziej odpowiednich z racji dwuosobowej załogi (pilot i operator radaru), tworząc wersję NF Mk II (NF – night fighter). Na początku 1942 roku zainstalowano na pierwszym samolocie radar AI Mk IV, wyposażony w trzy anteny Yagi na każdym skrzydle (dwie powyżej, jedna poniżej). Na NF Mk II przebudowano następnie około 50 samolotów Mk II uzbrojonych w wkm-y 12,7 mm (silne uzbrojenie było szczególnie istotne z powodu krótkotrwałej możliwości skutecznego ostrzeliwania celu). Dalsze 50 samolotów, uzbrojonych w zwykłe km-y, przebudowano do wersji NF dla celów szkolenia załóg. Z uwagi na opór i masę, prędkość spadła o ok. 20 mil (32 km/h). Zasięg wykrywania celu wielkości myśliwca wynosił poniżej 3 mil (4,8 km). Wiosną 1943 roku prowadzono także próby radaru AI Mk X, z jedną anteną paraboliczną w kroplowej obudowie pod każdym skrzydłem.
Samolotem Fulmar zainteresowało się w 1939 roku lotnictwo Marynarki Danii i kraj ten zakupił licencję na produkcję 12 samolotów pod oznaczeniem LM I w Stoczni Marynarki Wojennej (Orlogsværftet), jako myśliwców bazowania lądowego, lecz nie doszło do ich produkcji z uwagi na atak Niemiec.

### Wersje samolotu Fairey Fulmar
- Mk I – wersja podstawowa pokładowego samolotu myśliwskiego, wyposażona w silnik Rolls-Royce Merlin VIII.
- Mk II – wersja jednoosobowego samolotu myśliwskiego, wyposażona w silnik Rolls-Royce Merlin XXX.
- NF Mk II – wersja nocnego samolotu myśliwskiego, przebudowano ok. 100 sztuk.
- TT Mk II – modyfikacja do holowania celów powietrznych, przebudowano przynajmniej 3 samoloty[3].

Łącznie wyprodukowano 600 samolotów Fairey Fulmar, z tego większość w wersji Mk II, natomiast w literaturze podawane są rozbieżne szczegółowe liczby wyprodukowanych samolotów obu typów, z uwagi na płynne przejście z produkcji wersji Mk I na Mk II na początku 1941 roku. Według D. Browna, płatowce Mk I w wytwórni były na początku 1941 roku już wykańczane jako  wersja Mk II i od marca trafiały do jednostek, wobec czego zbudowano przynajmniej 425 samoloty Mk II, a zatem do 175 Mk I. Inne źródła podają 150 lub 250 Mk I.

## Użycie w lotnictwie

### 1940 rok

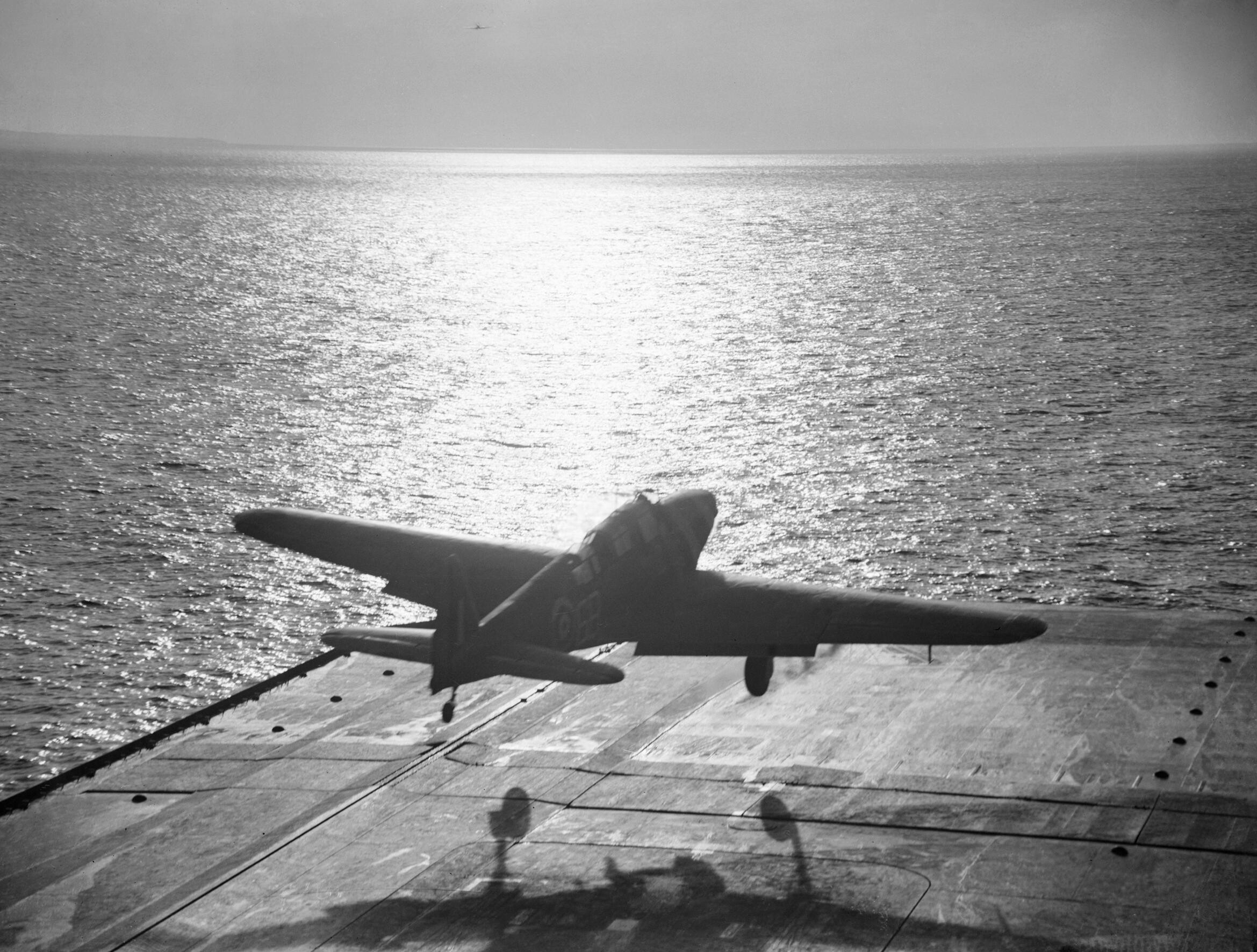
Fulmar startuje z lotniskowca „Victorious”

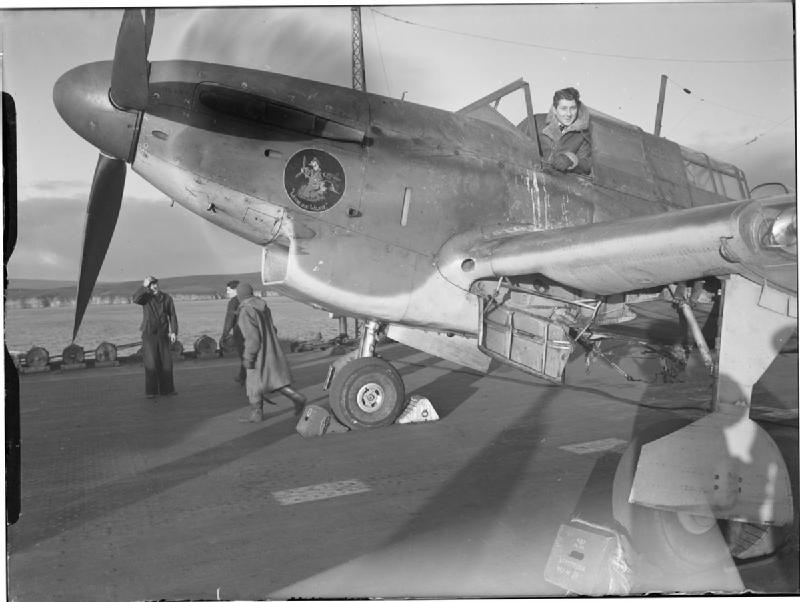
Fulmar Mk I przygotowany do startu z HMS „Victorious”

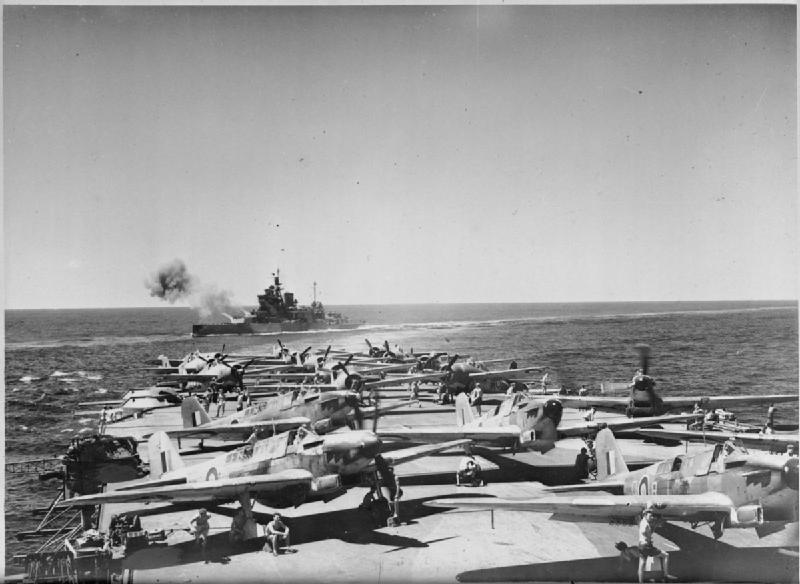
Fulmary Mk II (widoczne boczne chwyty powietrza) na pokładzie HMS „Illustrious”

Pierwszy samolot trafił 10 maja 1940 roku do doświadczalnego 778 dywizjonu FAA w Lee-on-the-Solent. Od czerwca 1940 roku Fulmary zaczęły wchodzić na wyposażenie jednostek bojowych – pierwsze przekazano do 806 dywizjonu FAA i w sierpniu zaokrętowano na HMS „Illustrious”, zastępując tam samoloty Roc i Skua. 22 sierpnia 1940 roku lotniskowiec ten opuścił Wyspy Brytyjskie w celu przebazowania w skład Floty Śródziemnomorskiej, mając na pokładzie 15 Fulmarów dywizjonu i cztery zapasowe, co zapoczątkowało użycie bojowe tego samolotu.
Podczas przejścia przez Morze Śródziemne do głównej bazy Floty w Aleksandrii, Fulmary z lotniskowca HMS „Illustrious” zestrzeliły pomiędzy 2 i 5 września 1940 roku 7 włoskich samolotów bombowych i patrolowych (głównie SM 79) i uszkodziły kilka dalszych. Następnie brały udział w dalszych walkach na wschodnim Morzu Śródziemnym, włączając w to osłonę konwojów morskich płynących na Maltę, oraz osłaniały operacje samolotów torpedowych Fairey Swordfish. Od 17 września do listopada zestrzeliły m.in. 8 wodnosamolotów patrolowych CANT Z.501 i Z.506B. Po uszkodzeniu lotniskowca 10 stycznia 1941 roku przez bombowce niemieckie, dywizjon 806 operował z Malty w obronie wyspy (samoloty latały tam jako jednomiejscowe), a od 15 lutego do 20 marca 1941 roku operował z Maleme z Krety w osłonie Swordfishów.
W samoloty Fairey Fulmar wyposażono do końca 1940 roku dalsze trzy dywizjony FAA, w kolejności: 808, 807 i 803. Dywizjon 808 bazował od 5 września do 2 października 1940 roku na lotnisku Castletown w Szkocji, osłaniając bazę floty w Scapa Flow i stając się w ten sposób jednym z dwóch dywizjonów FAA biorących udział w bitwie o Anglię, aczkolwiek bez starć z przeciwnikiem. Od listopada 1940 roku samoloty 808 dywizjonu, bazując na lotniskowcu HMS „Ark Royal”, wchodzącym w skład Zespołu H w Gibraltarze, również brały udział w walkach na zachodnim Morzu Śródziemnym z lotnictwem włoskim i niemieckim. Ze spotkań z myśliwcami, dochodziło w tym okresie do sporadycznych starć z włoskimi Fiat CR.42, w których Fulmary odnosiły zwycięstwa, ale także ponosiły straty. W listopadzie 1940 roku 803 dywizjon Fulmarów został zaokrętowany na nowym lotniskowcu HMS „Formidable”, który wysłano wokół Afryki w skład Floty Śródziemnomorskiej.

### 1941 rok
W 1941 roku samoloty Fairey Fulmar otrzymało dalsze 5 dywizjonów FAA: 800, 804, 805, 809 i 884; łącznie było ich już dziewięć, biorących głównie udział w walkach powietrznych na Morzu Śródziemnym. 6 marca 1941 roku dywizjon 805, przezbrojony w Egipcie w styczniu w Fulmary, został przeniesiony do Maleme na Krecie, walcząc w obronie wyspy do jej upadku w maju. W marcu do Floty Śródziemnomorskiej w Aleksandrii dołączył HMS „Formidable” z 803 dywizjonem; przebazowano na niego wówczas także dywizjon 806 z Krety. W kwietniu 1941 roku dywizjon 807 został zaokrętowany w Gibraltarze na „Ark Royal”, jako jego drugi dywizjon myśliwski, obok 808 (zastępując dywizjon 800, latający na Skuach). Brały one udział w dalszych walkach na zachodnim Morzu Śródziemnym i osłonie konwojów na Maltę. Po uszkodzeniu lotniskowca HMS „Formidable” 26 maja 1941 roku, jego dywizjony 803 i 806 zostały odesłane na ląd do Dekheila w Egipcie. 803 dywizjon w składzie 8 samolotów przerzucono następnie do Palestyny, skąd od 8 czerwca 1941 roku osłaniał jednostki floty dokonujące inwazji na Syrię, lecz okazało się, że Fulmary przegrywają w starciach z francuskimi myśliwcami Dewoitine D.520 (dywizjony 803 i 806 operowały następnie nad Pustynią Zachodnią w północnej Afryce na rzecz wojsk lądowych, lecz przezbrojone na myśliwce Hurricane).
W maju 1941 roku Fulmary otrzymał dywizjon 800, który został podzielony na trzy eskadry, mające udzielać pomocy w nawigacji myśliwcom lądowym dostarczanym przez lotniskowce lotem na Maltę. Siedem Fulmarów eskadry 800X, startujących w tym celu 21 maja z HMS „Furious”, uczestniczyło następnie w obronie Malty, wykonując stamtąd do 13 listopada 1941 roku nocne loty wymiatające nad włoskimi lotniskami na Sycylii. Trzysamolotowa eskadra 800Y odbyła tylko jedną operację w maju na starym lotniskowcu „Argus”. Eskadra 800Z natomiast, wbrew planom, zadebiutowała na najnowszym lotniskowcu HMS „Victorious” w operacji przeciw pancernikowi „Bismarck” na Atlantyku, w której Fulmary użyte były do śledzenia pancernika 24 maja 1941 roku (dwa samoloty utracono przy powrocie na lotniskowiec). W akcji przeciw „Bismarckowi” brał też udział „Ark Royal”.
W lipcu 1941 roku HMS „Victorious” otrzymał 809 dywizjon w składzie 12 Fulmarów Mk II, który w kolejnych miesiącach brał udział w atakach na cele w północnej Norwegii i eskorcie konwojów arktycznych do ZSRR. Podczas nalotu na Kirkenes 30 lipca okazało się jednak, że Fulmary nie są w stanie skutecznie ochronić dwupłatowych bombowców Albacore przed myśliwcami niemieckimi Bf 109 i Bf 110 (zestrzelono 9 Albacore, 2 Fulmary i 1 Bf 110).
Na Morzu Śródziemnym bardziej nasilone walki powietrzne toczyły się podczas operacji Halberd 27 września 1941 roku. Po zatopieniu lotniskowca „Ark Royal” 13 listopada 1941 roku 807 dywizjon został odtworzony z Fulmarami, operując z Gibraltaru w lotach rozpoznawczych i patrolowych, a 808 – rozwiązany. 

### Lata 1942–1943

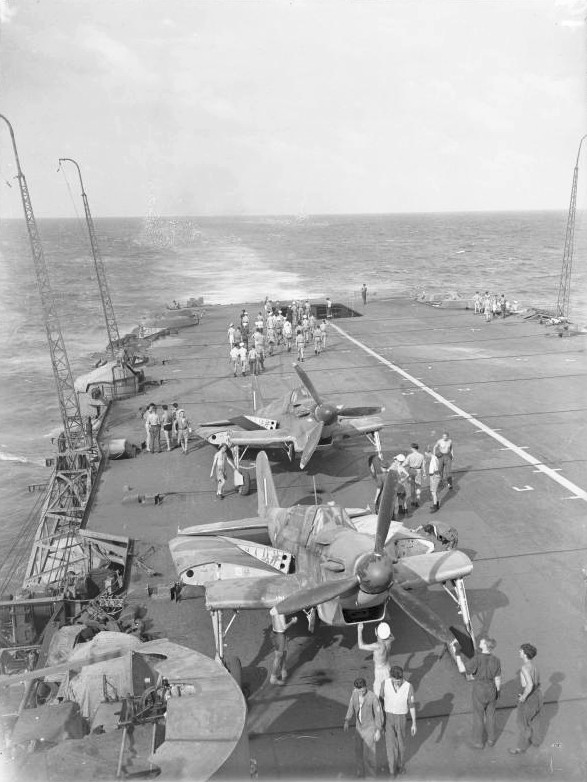
Fulmary na pokładzie HMS „Formidable”, 1942 r. (inwazja na Madagaskar)

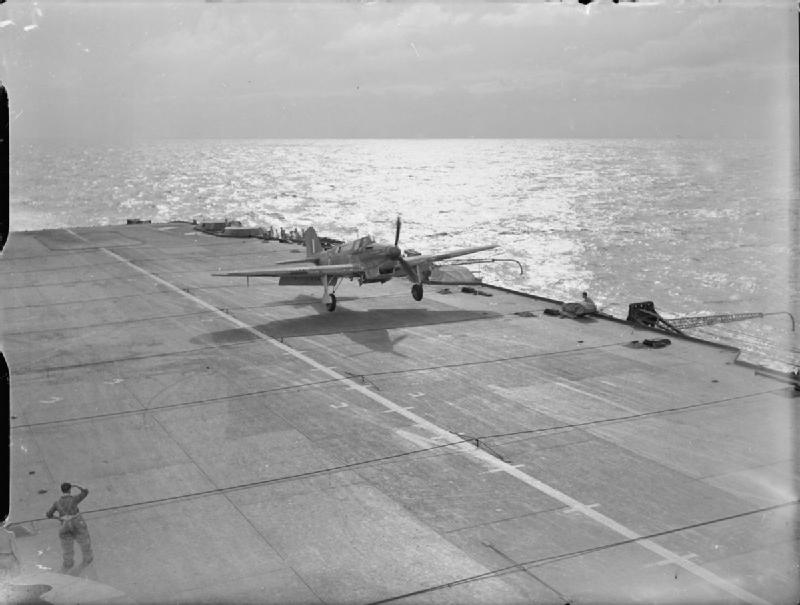
Fulmar ląduje na HMS „Formidable”, 1942 r.

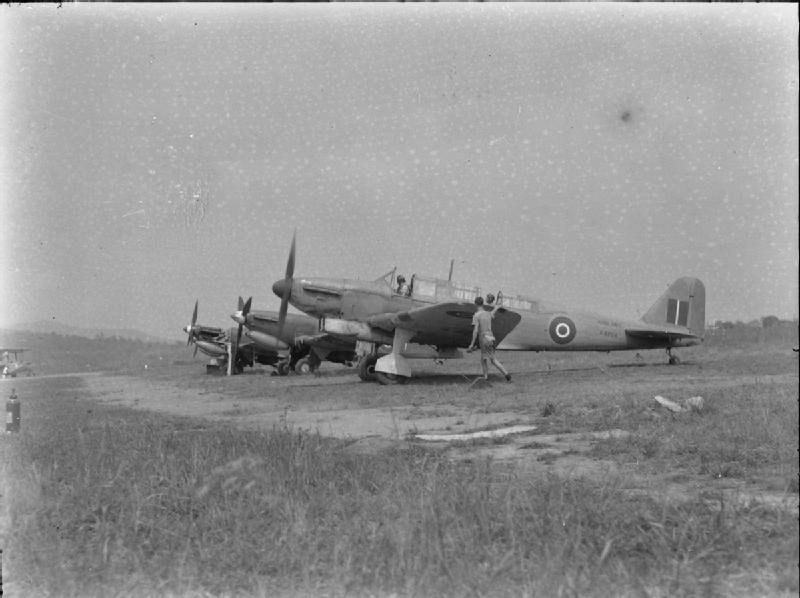
Fulmar II w bazie lądowej w Sierra Leone

Od marca 1942 roku Fulmary 807 dywizjonu, przydzielane sekcjami do lotniskowców HMS „Eagle” i „Argus”, w dalszym ciągu brały udział w operacjach dostawy samolotów na Maltę, oraz osłonie konwoju Harpoon w czerwcu. Po tej ostatniej operacji dywizjon 807 powrócił w czerwcu do Wielkiej Brytanii, gdzie został przezbrojony na myśliwce Seafire.
Od marca do kwietnia 1942 roku Fulmary z dywizjonów 803 i 806 bazowały na Cejlonie, broniąc wyspy przed atakami japońskimi w kwietniu, działając tam jako jednomiejscowe. Podczas jedynego starcia z japońskimi myśliwcami 5 kwietnia nad Kolombo, cztery Fulmary zostały zestrzelone przez myśliwce A6M Zero, w zamian za jedno uznane zwycięstwo nad A6M, a w starciu z bombowcami nurkującymi Aichi D3A 9 kwietnia Fulmary marynarki zestrzeliły trzy z nich, przy stracie dwóch własnych. W trakcie następującego przezbrajania dywizjonu 806 na amerykańskie Martlety, wydzielono z niego eskadrę Fulmarów 806B. W maju 1942 roku 8 Fulmarów z dywizjonu 800 i 4 z eskadry 806B, bazując na nowym lotniskowcu HMS „Indomitable”, prowadziły loty rozpoznawcze i patrolowe podczas inwazji na Madagaskar, po czym dywizjon 800 przezbrojono w Sea Hurricane'y. Fulmary z eskadry 806B (przeniesionej na HMS „Illustrious”) oraz bazującego na lądzie w Majunga drugoliniowego dywizjonu 795 (sformowanego w Tanga w Tanganice w czerwcu 1942), brały jeszcze udział w inwazji na południową część Madagaskaru we wrześniu 1942 roku. „Illustrious” zakończył operacje tam we wrześniu, lecz 795 dywizjon FAA pozostał do końca walk na Madagaskarze 6 listopada 1942, jako jedyny dywizjon myśliwski na wyspie, polując bez powodzenia na nieliczne francuskie samoloty (w toku jednego starcia, francuski Potez 63-11 zdołał umknąć).
W dniach 11-12 sierpnia 1942 roku dwa dywizjony Fulmarów, 809 i 884, na lotniskowcu HMS „Victorious” (12 i 6 samolotów), wzięły udział w intensywnych walkach podczas operacji konwojowej na Maltę Pedestal, zestrzeliwując kilka bombowców włoskich. Był to koniec aktywnej kariery bojowej Fulmarów jako myśliwców dziennych, w której roli były już w tym okresie zastępowane przez myśliwce jednomiejscowe, głównie Seafire. W listopadzie 1942 roku bazujące na pokładzie lotniskowca HMS „Victorious” Fulmary z dywizjonu 809 brały udział w osłonie alianckich wojsk inwazyjnych w Afryce Północnej (operacja Torch), służąc jednak już tylko do rozpoznania taktycznego na rzecz wojsk naziemnych, z zamontowanymi kamerami. Jeszcze w tym samym miesiącu dywizjon ten został wyładowany na ląd w Wielkiej Brytanii i podporządkowany dowództwu lotnictwa myśliwskiego RAF Fighter Command.
Między marcem a majem 1942 roku sformowano trzy ostatnie dywizjony FAA wyposażone w dzienne myśliwce Fulmar: 886, 887 i 889; nie były one już jednak używane do zadań pierwszoplanowych. Dwa pierwsze używane były do osłony konwojów, operując z baz w Wielkiej Brytanii, podporządkowane RAF Fighter Command (bez starć z przeciwnikiem), a 889 dywizjon operował w Egipcie, osłaniając konwoje i broniąc nocami strefy Kanału Sueskiego (bez sukcesów). Na krótko Fulmary otrzymały jeszcze w 1942 roku dywizjony 893 i 897, wyposażone także w inne typy samolotów. Fulmary jako myśliwce dzienne używane były operacyjnie w 1943 roku już tylko przez bazujące na lądzie dywizjony 803, 809, 886 i 889, lecz w trzech ostatnich wycofano je do kwietnia. Ostatni operacyjny dywizjon Fulmarów 803, stacjonujący od sierpnia 1942 we wschodniej Afryce, został rozwiązany 12 sierpnia 1943. Do maja 1945 roku Fulmary pozostały jeszcze w użyciu do różnych zadań pomocniczych w szeregu dywizjonów nieoperacyjnych (o numerach z serii 700), jak również do przeszkalania pilotów starszych dwupłatów torpedowych na jednopłaty w celu przejścia na Fairey Barracuda (m.in. w dywizjonie 815 w Egipcie). Przynajmniej 3 samoloty przystosowano do holowania celów powietrznych.

### Myśliwce nocne
Fulmary w wersji myśliwca nocnego NF Mk II weszły najpierw na wyposażenie 784 dywizjonu sformowanego 1 czerwca 1942 roku w Lee-on-Solent, przeznaczonego do szkolenia i wypracowywania taktyki użycia, a następnie doświadczalnego dywizjonu 746 tamże. Na początku 1944 roku dywizjon 784 został podzielony na trzysamolotowe eskadry, które weszły na krótko w skład dywizjonów na lotniskowcach eskortowych: 835 na HMS „Nairana” i 825 na „Vindex”, a na dłużej jedynie w skład dywizjonu 813 na „Campania”, gdzie używane były do lutego 1945 roku. Ochraniały one przed samolotami niemieckimi konwoje alianckie płynące do Murmańska, jednakże bez sukcesów. Ostatni lot bojowy, podczas którego nie doszło do przechwycenia Ju 88 z uwagi na awarię radaru, w osłonie konwoju JW64, miał miejsce 8 lutego 1945.

### Myśliwce katapultowe
Oprócz zastosowania na lotniskowcach, Fulmary stosowano w charakterze jednorazowych myśliwców wystrzeliwanych z katapulty na specjalnie przystosowanych okrętach (fighter catapult ship), służących do osłony konwojów przed samolotami patrolowymi dalekiego zasięgu Focke-Wulf Fw 200, naprowadzającymi U-Booty. Samolot taki nie miał możliwości powrotu na okręt i mógł lądować tylko na zwykłym lotnisku, jeśli znajdował się wystarczająco blisko lądu, w przeciwnym razie pilot był podejmowany z wody. Pierwsze trzy Fulmary zaokrętowano w tym charakterze eksperymentalnie na HMS „Pegasus” 1 grudnia 1940 roku (z 807 dywizjonu). Pierwszy start bojowy miał miejsce 11 stycznia 1941 roku; samolotu nie przechwycono, lecz Fulmar wylądował na lądzie. Pomysł okazał się udany i podjęto dalsze prace w tym kierunku. Fulmary z 804 dywizjonu zaokrętowano w kwietniu na okrętach „Pegasus”, „Springbank” i „Ariguani”. Używane były w tym charakterze do jesieni 1941 roku, gdy zatopiono „Springbank” i „Ariguani”, a „Pegasusa” przeznaczono do szkolenia. Nie zdołały one zestrzelić żadnego samolotu, lecz je odpędzały; przy tym wszystkie Fulmary oprócz jednego, który się rozbił, zdołały wylądować na lądzie. Jako myśliwce katapultowe na późniejszych statkach typu CAM używane były już myśliwce Sea Hurricane, o lepszych osiągach.

### Inni użytkownicy
Samoloty Fulmar były także wyjątkowo używane przez lotnictwo brytyjskie Royal Air Force – w marcu 1942 roku, z uwagi na zagrożenie japońskie i ich dostępność z rezerw Marynarki, otrzymał je 273 dywizjon RAF na Cejlonie, pośpiesznie przezbrojony z przestarzałych bombowców Vickers Vildebeest. Po japońskim rajdzie na Ocean Indyjski wzięły one udział w walkach nad Trincomalee (wraz z Fulmarami 803 i 806 dywizjonów FAA), zestrzeliwując 9 kwietnia 1942 kilka bombowców przy stracie jednego własnego samolotu, a używane były 273 dywizjonie do sierpnia tego roku.
Samoloty Fulmar nie były używane przez lotnictwo innych państw, poza jednym Fulmarem Mk I (N4006) z lotniskowca „Furious”, który wylądował z braku paliwa we francuskim Dakarze 27 marca 1941 roku i został wcielony do lotnictwa Francji Vichy (eskadra GC1/4, wyposażona w Hawki 75).
Po zakończeniu wojny ostatnie samoloty Fulmar zostały wycofane z brytyjskich dywizjonów i złomowane. Samolot przedseryjny nr N1584 używany był w wytwórni Fairey i po wojnie został przebudowany na samolot dyspozycyjny dla dwóch pasażerów, z rejestracją cywilną G-AIBE. Do 1962 roku latał na pokazach lotniczych, po czym został uziemiony i trafił ostatecznie do muzeum FAA w Yeovilton, jako jedyny zachowany Fulmar.

### Ocena samolotu

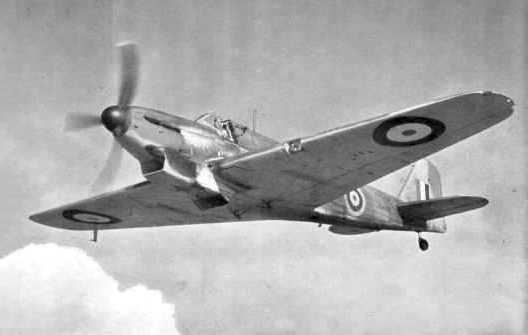
Fulmar Mk I w locie

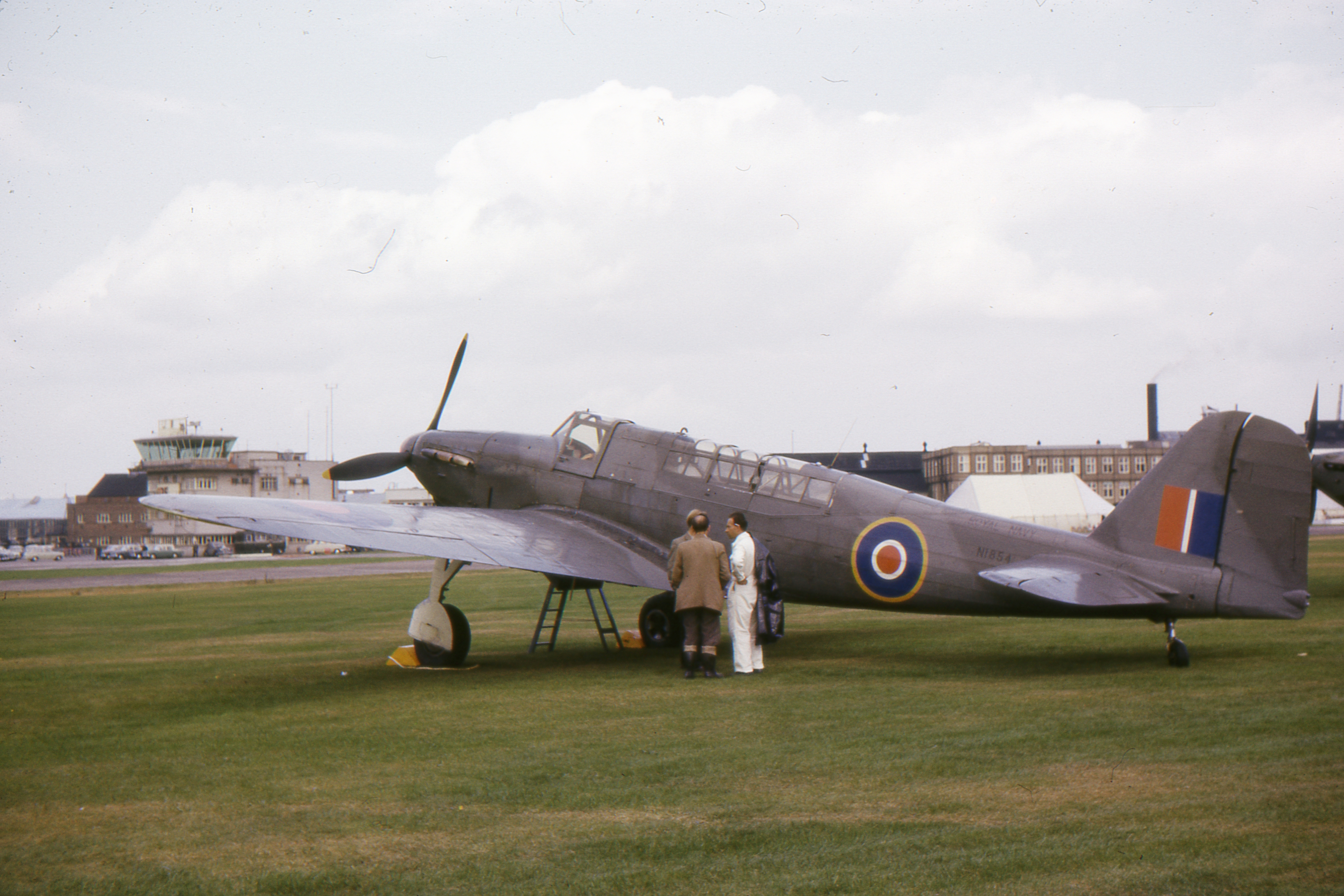
Samolot przedseryjny nr N1854 (zdjęcie z 1962)

Samolot był oceniany jako łatwy i przyjemny w pilotażu, dobrze reagował na stery, nie wykazywał wad w zachowaniu się w locie, aczkolwiek margines stateczności podłużnej był niewielki, zwłaszcza przy niskich prędkościach, z uwagi na przesunięcie środka ciężkości do tyłu. Widoczność z kabiny pilota do przodu i w dół była oceniana jako najlepsza z ówczesnych myśliwców, dzięki wysunięciu jej stosunkowo do przodu. Z uwagi na dwuosobową załogę i dużą długotrwałość lotu (z rezerwą na walkę 4 godziny, lub 5½ godziny z dodatkowym zbiornikiem paliwa), Fulmar nadawał się dobrze do zadań patrolowych i rozpoznawczych.
Wadą samolotu była niska prędkość maksymalna – znacznie niższa od większości spotykanych myśliwców i porównywalna z szybkimi bombowcami. Samolot podczas prób osiągał zakładaną prędkość 426 km/h (265 mph), jednakże faktycznie prędkość maksymalna samolotów w jednostkach, osiągana na wysokości 2743 m (9000 stóp), wynosiła do 397 km/h (Mk I) lub 416 km/h (Mk II). Oprócz zwiększenia masy przez układ dwumiejscowy, wystające zaczepy do katapulty powodowały obniżenie prędkości, jaką samolot mógłby osiągnąć, o ok. 16 km/h. W efekcie, skuteczne przechwycenia włoskich bombowców były możliwe jedynie dzięki ich wczesnemu wykrywaniu przez radary okrętów i kierowaniu tam myśliwców. Słaba była także prędkość wznoszenia, która na w pełni wyposażonych samolotach wersji Mk I sięgała 6,1 m/s (1200 stóp/min). Parametr ten uległ niewielkiej poprawie w wersji Mk II, która wysokość 4572 m (15 000 stóp) osiągała w 12 zamiast 15 minut; jej prędkość maksymalna była niewiele większa, ale dostępna w większym zakresie wysokości. Również pułap operacyjny obu wersji, w przypadku w pełni wyposażonych samolotów, z częściowo zużytymi już silnikami, spadał faktycznie do nieco ponad 4877 m (16 000 stóp). Zaletą w porównaniu z myśliwcami jednomiejscowymi okazała się natomiast większa prędkość w nurkowaniu i jej szybsze nabieranie, wynikające z dużego stosunku masy do rozmiarów samolotu.
Uzbrojenie samolotu w 8 karabinów maszynowych, chociaż bardzo silne jak na przedwojenne standardy (takie samo jak w Hurricane i wczesnych Spitfire), wkrótce okazało się z trudem wystarczające do skutecznego zwalczania bardziej wytrzymałych bombowców, z uwagi na niewielkie zniszczenia powodowane przez pociski kalibru 7,7 mm. Kontrowersje wśród załóg wzbudzał brak uzbrojenia w tylnej kabinie z odsuwaną osłoną, mimo tradycyjnego określenia drugiego członka załogi skrótem TAG (Telegraphist Air-Gunner – strzelec pokładowy telegrafista). Czasami zabierano w tym celu pistolet maszynowy Thompson, lecz zarzucono tę praktykę z uwagi na trudność, a wręcz niebezpieczeństwo w operowaniu bronią podczas manewrów, połączone z iluzoryczną skutecznością w walce powietrznej. Niektórzy obserwatorzy do dezorientowania pilotów myśliwców przeciwnika używali pistoletu sygnałowego Verey, a nawet wyrzucanych pakietów rolek papieru toaletowego. Według części źródeł, czasami stosowano prowizorycznie zamontowany karabin maszynowy 7,7 mm Vickers GO.
Ocenia się, że Fulmary pomiędzy wrześniem 1940 a sierpniem 1942 roku zestrzeliły co najmniej 112 samolotów przeciwnika i uszkodziły ponad 80, co stanowiło blisko 30% zwycięstw brytyjskiego lotnictwa marynarki. Własne straty w walkach powietrznych wynosiły 40 samolotów (wskaźnik ten był stosunkowo niewysoki z uwagi na rzadkie walki z innymi myśliwcami).

## Opis

### Konstrukcja

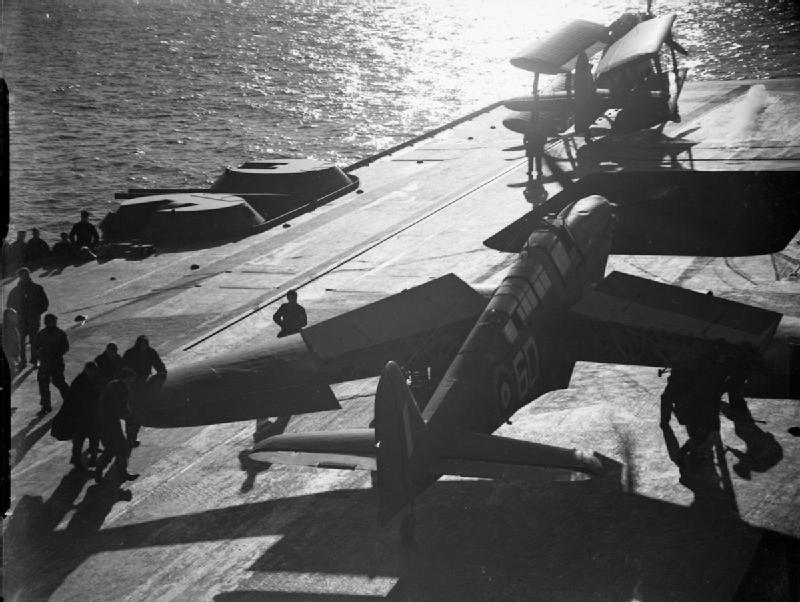
Składanie skrzydeł Fulmara na lotniskowcu „Victorious”

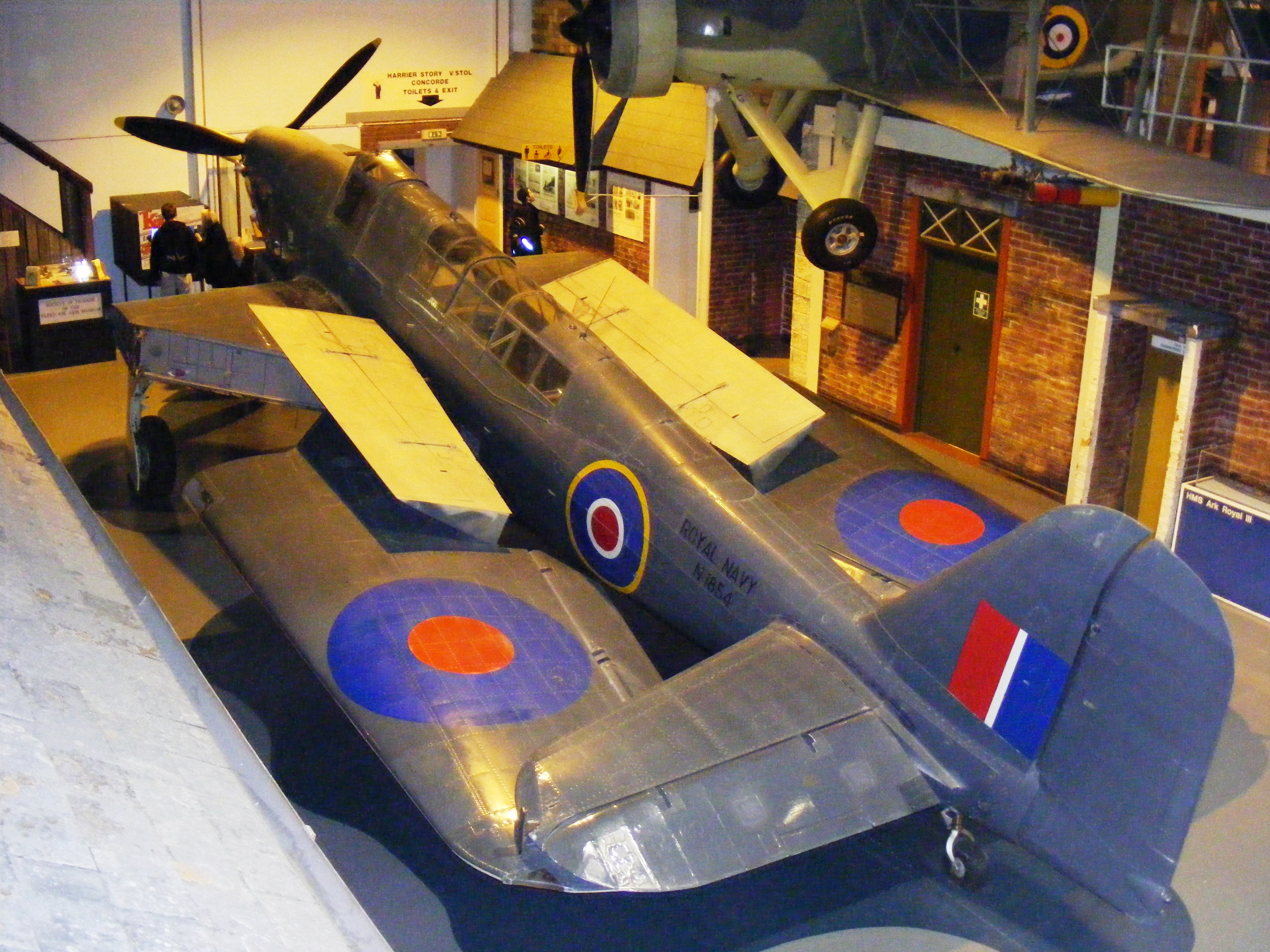
Fulmar ze złożonymi skrzydłami w Fleet Air Arm Museum

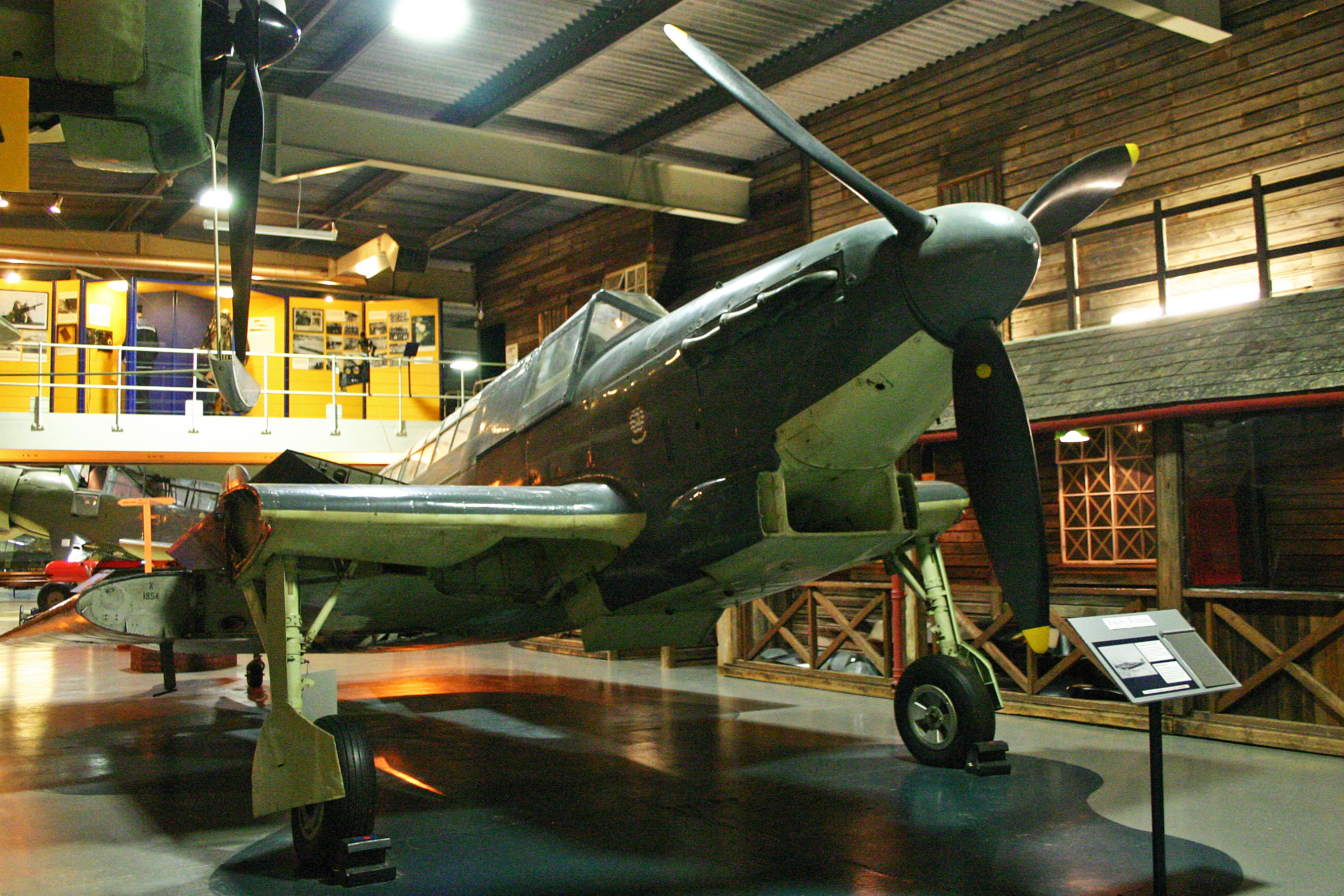
Fulmar w Fleet Air Arm Museum

Samolot Fairey Fulmar był dwumiejscowym dolnopłatem o konstrukcji metalowej, półskorupowej. Załoga składała się z pilota oraz obserwatora, który prowadził nawigację i obsługiwał radiostację. Kabiny zakryte, w układzie tandem, oddzielone od siebie przez zbiornik paliwa, z osobnymi przeszklonymi odsuwanymi osłonami (przednia – do tyłu, tylna – do przodu). Wiatrochron pilota z pancerną szybą. W przedniej części kadłuba, do kabiny pilota – konstrukcja z kratownicy rurowej, pokrytej blachą. Poszycie kadłuba i skrzydeł stanowiła blacha z lekkiego stopu aluminium Alclad, jedynie powierzchnie sterowe kryte były płótnem. Siedzenie obserwatora w tylnej kabinie było obrotowe w celu obsługi stołu do map z przodu i radiostacji z tyłu. Komunikacja między członkami załogi w oddalonych kabinach odbywała się za pomocą interkomu, ewentualnie rury głosowej, co jednak nie było praktyczne z powodu hałasu.
Centropłat dwudźwigarowy, połączony z kadłubem. Zewnętrzne części skrzydeł dwudźwigarowe, składane do tyłu, z węzłem na tylnym dźwigarze. Skrzydła wyposażone w lotki i hydrauliczne klapy. W krawędzi natarcia lewego skrzydła zamontowany ruchomy reflektor do lądowania za przezroczystą osłoną, w prawym fotokarabin. Podwozie klasyczne, przyczepione do przedniego dźwigara centropłata, chowane hydraulicznie w locie do centropłata, w kierunku kadłuba, ze stałym kółkiem ogonowym. Opony podwozia głównego Dunlop o średnicy 787 mm, hamulce hydrauliczne. Z tyłu pod kadłubem hak do lin hamujących na ramie w formie V.

### Napęd
Napęd stanowił jeden silnik widlasty w układzie V12 rodziny Rolls-Royce Merlin:
- Mk I: Merlin VIII o mocy 1080 na poziomie morza lub 1275 KM według innych danych[a].
- Mk II: Merlin XXX (30) o mocy 1300 KM na poziomie morza i 1260 KM na 2210 m[1].

Silnik napędzał śmigło trójłopatowe firmy Rotol, metalowe, ciągnące, o zmiennym skoku. Stosowano cztery rodzaje śmigieł: R5/3 i RX5/9 dla Mk.I i R5/5 i RX5/7 dla Mk.II. Średnica śmigieł R5 wynosiła 3505 mm, a RX5 – 3429 mm. Samolot wyposażony był jako jeden z pierwszych w system rozruchu silnika Coffman za pomocą pironabojów, eliminujący potrzebę rozruchu zewnętrznego. Samozasklepiający się zbiornik paliwa o pojemności 705 l (155 galonów) umieszczony był w kadłubie, pomiędzy kabinami załogi. Późniejsze samoloty mogły przenosić dodatkowy odrzucany konforemny zbiornik paliwa pod centropłatem o pojemności 273 l (60 galonów). Rozbieg na lotniskowcu wynosił 85,3 m (280 stóp) pod wiatr o prędkości 20 węzłów, względnie 18,3 m (60 stóp) przy użyciu katapulty.

### Uzbrojenie i wyposażenie
Uzbrojenie stanowiło 8 karabinów maszynowych Browning kalibru 7,7 mm (0,303 cala), montowanych w grupach po 4 obok siebie w każdym skrzydle, strzelające poza kręgiem śmigła, z zapasem amunicji 750 nabojów na lufę, w wersji Mk II zwiększonym do maksymalnie 1000. Ostatnie 100 samolotów Mk II (numery serii DR) zostało przystosowanych do montażu 4 wielkokalibrowych karabinów maszynowych 12,7 mm (0,5 cala) Browning z zapasem po 370 nabojów, lecz nie wszystkie je ostatecznie otrzymały.
Fulmar I mógł przenosić 8 lekkich bomb wagomiaru 20 lub 25 funtów (9 lub 11,5 kg) na wyrzutnikach pod skrzydłami, stosowano wyjątkowo też bomby 40-funtowe (18 kg). Specyfikacja zakładała możliwość przenoszenia dwóch bomb do 250 funtów (114 kg) pod skrzydłami, lecz samoloty nie zostały ostatecznie dostosowane do ich przenoszenia. Od połowy 1942 roku  wprowadzono możliwość przenoszenia jednej bomby o masie do 500 funtów (228 kg) pod kadłubem, jednakże nie użyto ich bojowo w tej konfiguracji. Pod prawym skrzydłem można było podczepić cztery flary na spadochronach do wykrywania/sygnalizacji wynurzonych okrętów podwodnych.
Samolot był wyposażony w radiostację (radiotelegraf) T1115/R1116 (W/T – Wireless Telegraphy) do komunikacji w kodzie Morse'a i radiostację pilota (radiotelefon) TR9D do komunikacji w kanale głosowym (H/F R/T – High Frequency Radio Telephone) oraz radionamiernik do nawigacji na okręt R1147. Od kwietnia 1942 montowano lepszą, lżejszą i łatwiejszą w obsłudze radiostację TR1161. Stosowano też inne zestawy.